# Mister USA
Mister USA là cuộc thi sắc đẹp cấp quốc gia dành cho nam giới được tổ chức thường niên tại Hoa Kỳ kể từ năm 2024 để chọn ra đại diện đến từ Hoa Kỳ tham gia cuộc thi Mister Universe quốc tế. Cuộc thi do tổ chức Mister Universe Organization điều hành, và tổ chức cũng quản lý cuộc thi quốc tế Mister Universe.

## Người giữ danh hiệu
| Năm  | Ngày                | Mister USA               | Á vương                   | Á vương              | Á vương                    | Á vương                             | Nơi tổ chức             | Số thí sinh | T.k.  |
| Năm  | Ngày                | Mister USA               | 1                         | 2                    | 3                          | 4                                   | Nơi tổ chức             | Số thí sinh | T.k.  |
| ---- | ------------------- | ------------------------ | ------------------------- | -------------------- | -------------------------- | ----------------------------------- | ----------------------- | ----------- | ----- |
| 2024 | 31 tháng 8 năm 2024 | Cormac Murphy · New York | Daryn Alexander · Florida | Josef O'Brien · Utah | Art Napiontek · New Mexico | Aleksander Pacocha · South Carolina | Los Angeles, California | 19          | [ 1 ] |
| 2025 |                     |                          |                           |                      |                            |                                     | Los Angeles, California |             |       |

### Bang theo số lần đăng quang
| Bang     | Số lần | Năm  |
| -------- | ------ | ---- |
| New York | 1      | 2024 |

## Các lần tổ chức Mister USA

### 2024
Mister USA 2024 là cuộc thi Mister USA lần thứ 1 được tổ chức tại  The Biltmore Los Angeles, Los Angeles, California vào ngày 30 tháng 8 năm 2024. Có 19 thí sinh dự thi, Cormac Murphy đến từ New York đăng quang ngôi vị Mister USA.
Kết quả
| Hạng                                | Thí sinh | Thứ hạng quốc tế |
| ----------------------------------- | --- | --- |
| Mister USA 2024 Mister Universe USA | - New York – Cormac Murphy | Á vương 1 Mister Universe 2024 |
| Á vương 1 Mister World USA          | - Florida – Daryn Alexander | Top 20 Mister World 2024 |
| Á vương 2 Mister International USA  | - Utah – Josef O'Brien | Không đạt giải Mister International 2024                                                                                                 |
| Á vương 3 Mister Earth USA          | - New Mexico – Art Napiontek | Mister Earth International 2025 |
| Á vương 4                           | - South Carolina – Aleksander Pacocha | - South Carolina – Aleksander Pacocha |
| Top 10                              | - Arizona – Jackson Modrak - Minnesota – Riley Hedstrom - New Hampshire – Philip Fusco - Texas – Kendall Jo - Massachusetts – Drew Mcvey | - Arizona – Jackson Modrak - Minnesota – Riley Hedstrom - New Hampshire – Philip Fusco - Texas – Kendall Jo - Massachusetts – Drew Mcvey |

Các giải thưởng
| Giải thưởng           | Thí sinh                        |
| --------------------- | ------------------------------- |
| Mister Photogenic     | - New Mexico – Art Napiontek    |
| Mister Congeniality   | - Tennessee Eric Stanton Betts  |
| Best National Costume | - California – Isaiah Smith Jr. |
| Best Physique         | - Arizona – Jackson Modrak      |
| Best in Presentation  | - North Carolina – Maxim Peshek |

Các thí sinh
| Bang           | Thí sinh               |
| -------------- | ---------------------- |
| Arizona        | Jackson Modrak         |
| California     | Isaiah Smith Jr.       |
| Florida        | Daryn Alexander        |
| Georgia        | Richard Deere          |
| Indiana        | Alex Schimm            |
| Iowa           | Keith Manecke          |
| Maryland       | Mike Antonio           |
| Massachusetts  | Drew Mcvey             |
| Minnesota      | Riley Hedstrom         |
| Mississippi    | Alan Klingbeil         |
| Nebraska       | Voy Pearson            |
| New Hampshire  | Philip Fusco           |
| New Mexico     | Art Napiontek          |
| New York       | Cormac Murphy          |
| North Dakota   | Colton Kluck           |
| South Carolina | Alek Maximus           |
| Tennessee      | Eric Stanton Betts     |
| Texas          | Kendall Jo Switzenberg |
| Utah           | Josef O'Brien          |

Dự thi cuộc thi sắc đẹp quốc tế
| Cuộc thi      | Năm  | Thí sinh       | Thứ hạng | T.k. |
| ------------- | ---- | -------------- | -------- | ---- |
| Mister Global | 2025 | Riley Hedstrom |          |      |

### 2025
Mister USA 2025 là cuộc thi Mister USA lần thứ 2 được tổ chức tại  The Montalbán Theatre, Los Angeles, California vào ngày 30 tháng 8 năm 2025. Có 43 thí sinh dự thi.
Kết quả
| Hạng                                     | Thí sinh | Thứ hạng quốc tế |
| ---------------------------------------- | -------- | ---------------- |
| Mister USA 2025 Mister Universe USA      |          |                  |
| Á vương 1 Mister World USA               |          |                  |
| Á vương 2 Mister International USA       |          |                  |
| Á vương 3 Mister Earth USA               |          |                  |
| Á vương 4 Caballero Universal USA        |          |                  |
| Á vương 5 Mister Grand International USA |          |                  |

Các thí sinh
| Bang             | Thí sinh             | Tuổi |
| ---------------- | -------------------- | ---- |
| Alabama          | Michael Strehlow     | 25   |
| Alaska           | Camden Jones         | 20   |
| Arizona          | Jacob Kuhn           | 24   |
| Arkansas         | Aidan Gill           | 25   |
| California       | Adrian Quiroz        | 26   |
| Colorado         | Tyler Mata           | 30   |
| Connecticut      | Jean Carlo Salazar   | 26   |
| Đặc khu Columbia | Nick Milone          | 27   |
| Florida          | Sebastián Barraza    | 31   |
| Georgia          | Christian Conover    | 32   |
| Hawaii           | Ken Belt             |      |
| Idaho            | Cory Garvey          | 24   |
| Illinois         | Ben Butler           | 33   |
| Indiana          | Drew Tillman         | 25   |
| Iowa             | Josh Vasconcelos     | 25   |
| Kansas           | Bryce Malloy         | 23   |
| Louisiana        | Joseph Lopez         | 25   |
| Maine            | Colton Holland       | 19   |
| Massachusetts    | Marc Andrew          | 24   |
| Minnesota        | Liam Harvey          | 20   |
| Missouri         | Bryce Bussard        | 23   |
| Nebraska         | Keif Kratochvil      | 23   |
| Nevada           | Brandon Zicker       |      |
| New Hampshire    | Joseph Woods         |      |
| New Jersey       | Jerry MacWilliams    | 30   |
| New Mexico       | Josh Guevara         | 26   |
| New York         | Jonathan Intriago    | 28   |
| North Carolina   | Evan Schrader        |      |
| Ohio             | Hayden Greene        | 24   |
| Oklahoma         | Logan Corbett        |      |
| Oregon           | Erik Thornally       | 28   |
| Pennsylvania     | Drew Shaulson        |      |
| Rhode Island     | Ian Santiago         | 20   |
| South Carolina   | Michael Thomas White | 29   |
| Tennessee        | David Wesley         | 26   |
| Texas            | Andrew Devon Johnson | 27   |
| Utah             | Wes Daybell          | 26   |
| Vermont          | Kyle Fragnoli        | 30   |
| Virginia         | Shane O’Brien        | 21   |
| Washington       | Nathan Noah Tsuji    | 29   |
| West Virginia    | Michael Chadwick     |      |
| Wisconsin        | Luke Valley          | 21   |
| Wyoming          | Treven Hokland       | 19   |

## Đại diện Hoa Kỳ tại các cuộc thi sắc đẹp quốc tế

### Mister Universe
Chú thích màu
- : Nam vương
- : Á vương
- : Top chung kết
- : Top bán chung kết
- : Được giải thưởng đặc biệt

| Năm  | Đại diện      | Thứ hạng tại Mister USA | Thứ hạng tại Mister Universe | Giải thưởng đặc biệt | T.k.  |
| ---- | ------------- | ----------------------- | ---------------------------- | -------------------- | ----- |
| 2024 | Cormac Murphy | Mister USA 2024         | Á vương 1                    | 1 - - Mister Fitness | [ 5 ] |

### Mister World
Chú thích màu
- : Nam vương
- : Á vương
- : Top chung kết
- : Top bán chung kết
- : Được giải thưởng đặc biệt

| Năm  | Đại diện        | Thứ hạng tại Mister USA | Thứ hạng tại Mister World | Giải thưởng đặc biệt                                                                       | T.k.  |
| ---- | --------------- | ----------------------- | ------------------------- | ------------------------------------------------------------------------------------------ | ----- |
| 2024 | Daryn Alexander | Á vương 1 (2024)        | Top 20                    | 4 - - Head to Head Challenge - Top 5 Talent - Top 20 Swimming Round - Top 20 Running Round | [ 6 ] |

### Mister International
Chú thích màu
- : Nam vương
- : Á vương
- : Top chung kết
- : Top bán chung kết
- : Được giải thưởng đặc biệt

| Năm  | Đại diện      | Thứ hạng tại Mister USA | Thứ hạng tại Mister International | Giải thưởng đặc biệt      | T.k.  |
| ---- | ------------- | ----------------------- | --------------------------------- | ------------------------- | ----- |
| 2024 | Josef O'Brien | Á vương 2 (2024)        | Không đạt giải                    | 1 - - Mister Congeniality | [ 7 ] |

### Mister Earth International
Chú thích màu
- : Nam vương
- : Á vương
- : Top chung kết
- : Top bán chung kết
- : Được giải thưởng đặc biệt

| Năm  | Đại diện      | Thứ hạng tại Mister USA | Thứ hạng tại Mister Earth International | Giải thưởng đặc biệt | T.k. |
| ---- | ------------- | ----------------------- | --------------------------------------- | -------------------- | ---- |
| 2025 | Art Napiontek | Á vương 3 (2024)        | TBA                                     | TBA                  |      |